# Крест (Калифорнија)
Крест (енгл. Crest) насељено је место без административног статуса у америчкој савезној држави Калифорнија.

## Демографија
По попису из 2010. године број становника је 2.593, што је 123 (-4,5%) становника мање него 2000. године.
| Група             | 2000.         | 2010.         |
| Белци             | 2.379 (87,6%) | 2.127 (82,0%) |
| Афроамериканци    | 9 (0,3%)      | 23 (0,9%)     |
| Азијати           | 19 (0,7%)     | 38 (1,5%)     |
| Хиспаноамериканци | 213 (7,8%)    | 319 (12,3%)   |
| Укупно            | 2.716         | 2.593         |